# Bloodsucking Pharaohs in Pittsburgh
Pour plus de détails, voir Fiche technique et Distribution.
Bloodsucking Pharaohs in Pittsburgh est un film américain réalisé par Dean Tschetter, sorti en 1991.

## Synopsis
un fou dangereux armé d'une tronçonneuse et il est de la égyptologie.

## Fiche technique
- Titre : Bloodsucking Pharaohs in Pittsburgh
- Réalisation : Dean Tschetter
- Scénario : Tom Tully et Dean Tschetter
- Production : James A. Baffico, Laurence Barbera et Beverly Penberthy
- Budget : 250 000 dollars (188 000 euros)
- Musique : Michael Melvoin
- Photographie : Peter Reniers
- Montage : Tom Dubensky
- Décors : Natalie Wilvers
- Pays d'origine : États-Unis
- Format : Couleurs - 1,33:1 - Stéréo - 35 mm
- Genre : Comédie horrifique
- Durée : 89 minutes
- Date de sortie : 2 mai 1991 (États-Unis)
- Interdit aux moins de 12 ans

## Distribution
- Jake Dengel : Sweeney Birdwell
- Joe Sharkey : Joe Blocker
- Susann Fletcher : Deedee Taylor
- Beverly Penberthy : Erma Birdwell
- Veronica Hart : Grace
- Shawn Elliott : Jackie Cairo
- Pat Logan : Lober
- Don Brockett : le chef de police 'Buzz Saw' Ryan
- Michael Fairman : le médecin
- Robert Stoeckle : Gus Klimt
- Richard M. Sieg : le policier
- Jerry Ross : Healthy Waiter
- Bob Perkins : le reporter de la télévision

## Autour du film
- Le tournage s'est déroulé à Pittsburgh.
- Tom Tully, à qui l'on doit l'histoire du film, fait une petite apparition dans le rôle de Deke Taylor.
- Les maquillages sont l'œuvre de Tom Savini.
- Le film devait initialement s'appeler Picking Up the Pieces.
- À la suite des nombreux remontages imposés par la production, le cinéaste désavoua son film en le signant Alan Smithee[1].
- Beverly Penberthy, qui interprète l'accro à la cigarette Erma Birdwell, est également productrice du film.